# Богоявленский собор (Полоцк)
Свя́то-Богоявле́нский собо́р (бел. Свята-Богаяўленскі сабор) — православный храм в Полоцке, кафедральный собор Полоцкой епархии Белорусского экзархата Русской православной церкви, бывший собор Свято-Богоявленского монастыря. Памятник архитектуры XVIII века в стиле барокко.

## История
В 1761 году монахи Свято-Богоявленского монастыря начали строительство каменного собора. 5 августа 1777 года он был освящён. Первоначально Свято-Богоявленский собор представлял собой одноапсидный крестово-купольный храм с двухбашенным главным фасадом, но впоследствии неоднократно перестраивался.

## Реликвии
Сохранилось три фрагмента фресковой росписи второй половины XVIII века. В соборе находился знаменитый список чудотворной Иверской иконы Божией Матери, авторство которого приписывалось евангелисту Луке.
Также 27 апреля 2020 года из города Дисны (Миорского района, Витебской области) в Собор Богоявления были перенесены мощи священномученика — отца Константина Жданова (Щарковщинского), которые и ныне пребывают в соборе.

## Современное состояние
В советское время собор был закрыт и переоборудован в спортивный зал С 1981 года в здании собора размещалась картинная галерея. В 1991 году собор был заново открыт для богослужений.
В настоящее время Свято-Богоявленская церковь является кафедральным собором Полоцкой и Глубокской епархии.